# Lagena (protista)
Lagena es un género de foraminífero bentónico de la familia Lagenidae, de la superfamilia Nodosarioidea, del suborden Lagenina y del orden Lagenida. Su especie-tipo es Serpula (Lagena) sulcata. Su rango cronoestratigráfico abarca desde el Jurásico hasta la Actualidad.

## Clasificación
Se han descrito numerosas especies de Lagena. Entre las especies más interesantes o más conocidas destacan:
- Lagena acuticosta
- Lagena costata
- Lagena distoma
- Lagena ellipsoidalis
- Lagena elongata
- Lagena fornasinii
- Lagena foveolata
- Lagena geometrica
- Lagena gracilis
- Lagena gracillima
- Lagena heronalleni
- Lagena hispida
- Lagena hispidula
- Lagena laevis
- Lagena marginata
- Lagena meridonalis
- Lagena nebulosa
- Lagena perlucida
- Lagena pliocenica
- Lagena plumigera
- Lagena spicata
- Lagena spiralis
- Lagena staphyllearia
- Lagena striata
- Lagena substriata
- Lagena sulcata
- Lagena tenuistriata
- Lagena trigonomarginata
- Lagena vulgaris
- Lagena williamsoni

Un listado completo de las especies descritas en el género Lagena puede verse en el siguiente anexo.